# Vino de Kazajistán

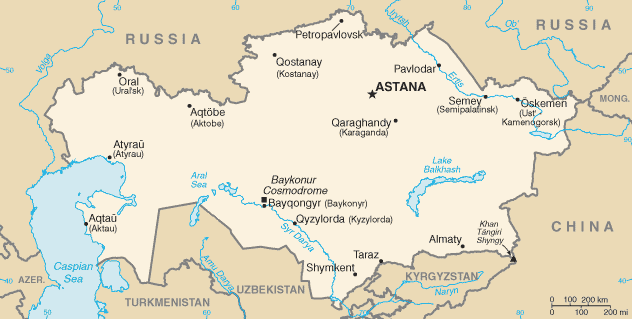
Kazajistán.

El vino kazajo es el vino elaborado en Kazajistán, país situado en Asia Central. Los orígenes de la industria vinícola kazaja se remontan al siglo VII de nuestra era, cuando llegaron a la región las primeras cepas de vid procedentes de los vecinos países de China y Uzbekistán. Aunque sólo un 4 % de la superficie de Kazajistán es ideal para la viticultura, la producción anual de vino alcanza los 236.000 hectolitros a partir de un terreno cultivado de 13.000 hectáreas. Impulsado por su riqueza mineral, el país se ha convertido en un entusiasta consumidor de vino, pero aún debe importar el 80% de su consumo de 30 millones de botellas al año.

## Historia
Véase también Historia de Kazajistán

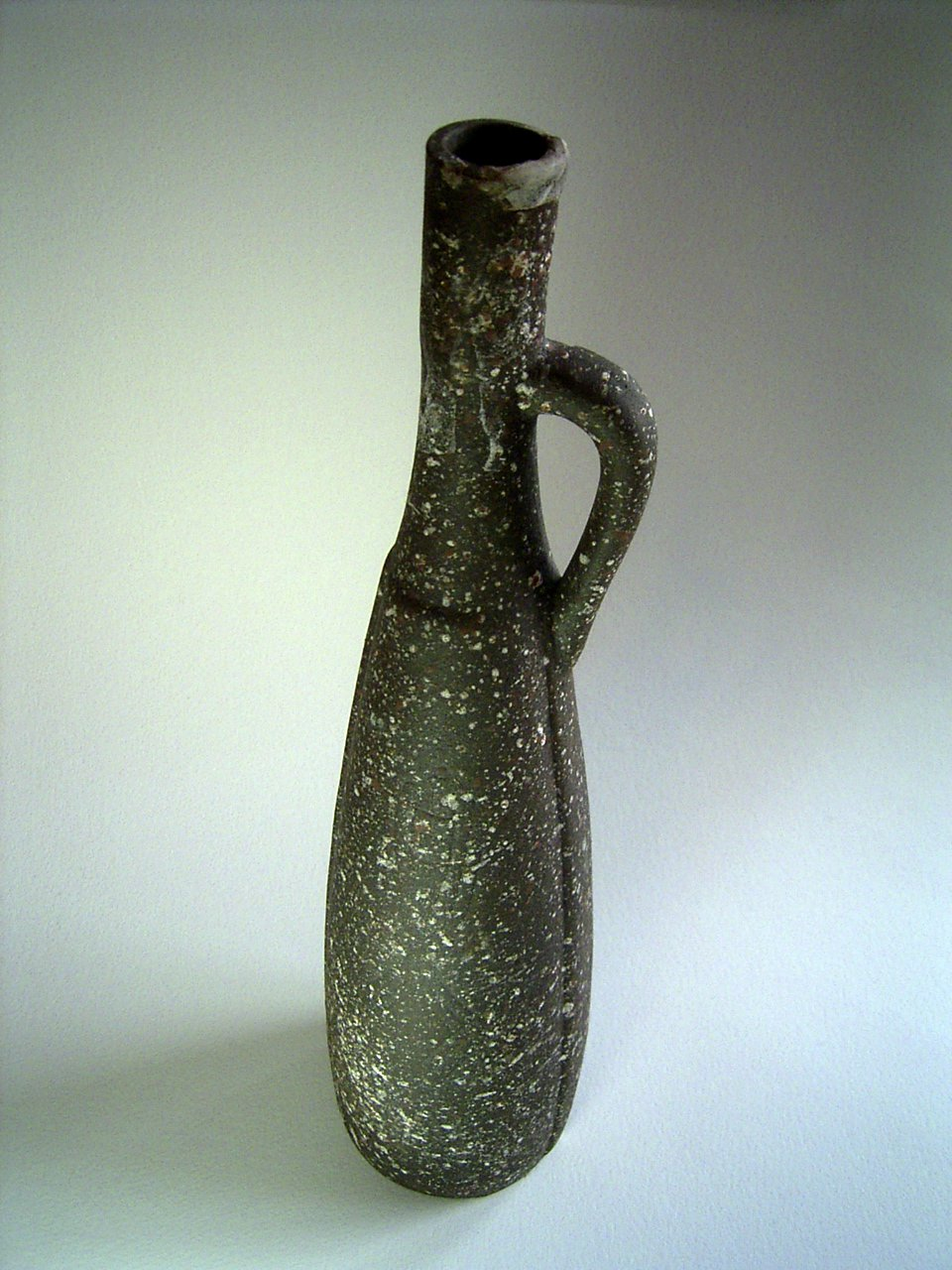
Primitiva botella kazaja de vino.

La evidencia más antigua de viticultura en Kazajistán data del siglo VII de nuestra era y fue encontrada en los alrededores de Shymkent y al pie de las colinas de Tian Shan, en la provincia de Almaty cerca de la frontera con Kirguistán. Se cree que los vinos fueron introducidos en la zona por comerciantes procedentes de la provincia china de Xinjiang y de las provincias de Fergana y Samarcanda en Uzbekistán.
A lo largo de la historia kazaja, la producción del vino se mantuvo a pequeña escala y para el consumo doméstico. A comienzos del siglo XX las bodegas de Almaty, Shymkent y Taraz, de propiedad y control gubernamental eran las mayores productoras. Tras la disolución de la Unión Soviética, ha aumentado de nuevo el interés por el vino kazajo y Rusia se ha convertido en uno de los principales socios comerciales de Kazajistán en el comercio del vino.
En general, se produce un vino de mesa asequible, aunque la ONU considera que el clima continental podría ser apropiada para la producción de un vino de hielo de alto valor.

## Clima y geografía
Véase también Geografía de Kazajistán
Al ser un país interior, Kazajistán disfruta de clima continental. La mayoría de los viñedos de la región están situados en la mitad sur del país, cerca de las fronteras con China, Uzbekistán y Kirguistán, con unas pocas zonas vinícolas a orillas del mar Caspio en el oeste. Las precipitaciones anuales varían entre los 100-150 mm. en las regiones vinícolas de Atyrau y Aktobe a los 700-1000 mm en el valle del río Talas.

## Variedades de uva
Hasta el momento, la industria kazaja del vino ha estado enfocada a la producción de vinos de postre. Se cultivan más de 40 variedades de uva aunque más de la mitad están destinadas a uva de mesa antes que a la producción de vino. Las más populares variedades de uva de vino incluyen Aligote, Aleatico, Cabernet Franc, Cabernet Sauvignon, Pinot noir, Riesling, Rkatsiteli, Saperavi, Muscat Ottonel, Bayan Shirey, Kuljinski, Maiski Cherny y Rubinovy Magaracha. En general las uvas son las mismas que las georgianas como Rkatsiteli y Saperavi, que se pueden encontrar en otras partes de la antigua Unión Soviética. Últimamente ha aumentado el interés en la plantación de variedades internacionales como Sauvignon Blanc. Sin embargo, el gusto local parece decantarse por los tradicionales y dulces vinos rojos.

## Regiones vinícolas
El 80% de los vinos del país son producidos en las Bodegas Issyk de Issyk, situadas a 40 kilómetros al este de Almaty. Adquiridas en 1966 por un grupo consultor con sede en Suiza y vendidas recientemente a la empresa Dostar, kazaja, estas instalaciones han sufrido un cambio considerable gracias a la ayuda de las Bodegas iralianas Marcato Vini y al asesoramiento de consultores australianos. Se ha procedido a una gran reconstrucción, con importación de tecnologías procedentes del "Nuevo Mundo". Cuentan además con la ventaja de estar situadas a 850 metros de altitud en las montañas de Tian Shan al sureste del país. Otras bodegas conocidas son las de Bakhus y las de Turgen. Existen también 210 hectáreas de viñedos en la región de Zailiyskiy, en la provincia de Almaty. En la era soviética existían viñedos y bodegas en las regiones de Sarkand y Alakol, pero resultaron muy afectadas por la disgregación de la Unión Soviética.